# اتاق سیاه
اتاق سیاه بخشی از مرکز ارتباطی (مانند اداره پست) است که مقام‌های دولتی از آن برای انجام عملیات سری رهگیری و نظارت ارتباطی استفاده می‌کنند معمولاً نامه‌ها یا ارتباطات، پیش از فرستاده شدن به گیرنده، از این اتاق می‌گذرند.

## تاریخچه
رهگیری پستی از هنگام آغاز به کار پست انجام می‌شده است. در دوران لوئی سیزدهم فرانسه، رهگیری پستی برای وزیران و پیروان او که به نام کابینه سیاه شناخته می‌شدند کاری عادی بود.

## آمریکا
در ایالات متحده آمریکا در مراکز عملیات شبکه، تقسیم‌کننده‌های پرتو، بخشی از نور لیزری را که از کابل‌های فیبر نوری می‌گذرد به اتاق مخفی می‌تابانند. نمونه آن، اتاق ۶۴۱ای در ساختمان اس‌بی‌اس کامیونیکیشنز در شهر سان فرانسیسکو است.

## کاربردهای دیگر
اصطلاح «اتاق سیاه» برای جاها یا سازمان‌های تحلیل رمز نیز بکار می‌رود.